# 松岡史子
松岡 史子（まつおか ふみこ、1988年5月23日 - ）は、日本のテレビジョン放送ジャーナリスト。元日本海テレビジョン放送（NKT）報道記者。鳥取県東伯郡出身。

## 人物
鳥取県東伯郡東郷町（現在の湯梨浜町）出身。鳥取県立倉吉東高等学校を経て同志社大学社会学部社会福祉学科卒業。
2009年、同志社大学3年次在学中に出場し、ミスキャンパスDoshisha2009グランプリに輝いた。在学中、竹内弘一の下で音楽わいど ラジオ・ビューのADをする。2020年時点、竹内とは時々電話をしたり、関西に行くときには連絡を取り合い必ず会っている。
2011年、大学卒業と共に地元山陰へUターン就職する形で日本海テレビジョン放送に入社。同社報道部記者となり、山陰地域のニュース取材や現場リポートに携わる。
2013年 - 2014年3月までフィールドリポーターとして『エブリワン』に出演、同番組では「トレンドトレイン」コーナーを担当した。
2013年10月1日には、読売テレビ『情報ライブ ミヤネ屋』に出演、当時同番組のアシスタントを務めていた川田裕美（当時読売テレビアナウンサー）の夏休み取得に伴うピンチヒッターとして宮根誠司とコンビを組んだ。松岡は同志社大学在学中にアナウンススクールに通っており、そのときの講師陣に同番組レポーターの藤村幸司がいたこともあって、当日は久しぶりに藤村との共演も実現した。
2014年3月31日からは『ニュースevery日本海』の月曜日 - 水曜日担当のサブキャスターに起用されている。
2021年3月24日、『ニュースevery日本海』のキャスターの卒業と日本海テレビを退社をすることを発表した。

## 現在の出演番組
- なし

## 過去の出演番組
- 『ニュースevery日本海』（2014年3月31日 - 2021年3月24日、月曜日 - 水曜日）
- 『エブリワン』（2013年4月5日 - 2014年3月28日、毎週金曜日）
- イチスペ「ほたるの光〜私の...逆転シュート〜」（2020年2月2日） - ディレクター 兼 ナレーション
- NNNドキュメント「ほたるの光〜私の...逆転シュート〜」（2020年4月12日） - ディレクター